# Wereldkampioenschappen veldrijden 1979
De wereldkampioenschappen veldrijden 1979 werden voor de mannen en amateurs gehouden op 28 januari 1979 in Saccolongo, Italië. Op 18 februari werd in het Spaanse Ordizia voor de allereerste keer een wedstrijd voor junioren georganiseerd.

## Uitslagen

### Mannen, elite
| Plaats | Renner          | Land                | Tijd      |
| ------ | --------------- | ------------------- | --------- |
|        | Albert Zweifel  | Zwitserland         | 1:28.33   |
| Zilver | Gilles Blaser   | Zwitserland         | + 4.03    |
| Brons  | Robert Vermeire | België              | + 8.21    |
| 4.     | Jan Teugels     | België              | + 9.27    |
| 5.     | Erwin Lienhard  | Zwitserland         | + 1.25    |
| 6.     | Richard Steiner | Zwitserland         | + 12.18   |
| 7.     | Lucien Zeimes   | Luxemburg           | + 17.08   |
| 8.     | Juan Gorostidi  | Spanje              | + 1 ronde |
| 9.     | Giuseppe Fatato | Italië              | + 1 ronde |
| 10.    | Eric Stone      | Verenigd Koninkrijk | + 1 ronde |

### Jongens, junioren
| Plaats | Renner            | Land                     | Tijd   |
| ------ | ----------------- | ------------------------ | ------ |
|        | José Iñaki        | Spanje                   | 50.43  |
| Zilver | Bart Musschoolt   | België                   | + 0.58 |
| Brons  | Heinz Matschke    | Bondsrepubliek Duitsland | + 1.35 |
| 4.     | Radomír Šimůnek   | Tsjecho-Slowakije        | + 1.53 |
| 5.     | Jokin Mujika      | Spanje                   | + 1.54 |
| 6.     | Eddy De Bie       | België                   | + 2.07 |
| 7.     | Kurt Meier        | Zwitserland              | + 2.15 |
| 8.     | Nico Verhoeven    | Nederland                | + 2.34 |
| 9.     | Heino Pöhlmann    | Bondsrepubliek Duitsland | + 2.44 |
| 10.    | Eric Vanderaerden | België                   | + 3.03 |

### Mannen, amateurs
| Plaats | Renner               | Land        | Tijd    |
| ------ | -------------------- | ----------- | ------- |
|        | Vito Di Tano         | Italië      | 1:10.17 |
| Zilver | Hennie Stamsnijder   | Nederland   | + 0.41  |
| Brons  | Ueli Müller          | Zwitserland | + 1.06  |
| 4.     | Franco Vagneur       | Italië      | + 1.11  |
| 5.     | Tadeusz Steinke      | Polen       | + 1.14  |
| 6.     | Mieczysław Cielecki  | Polen       | + 1.21  |
| 7.     | Herman Snoeyink      | Nederland   | + 1.39  |
| 8.     | Grzegorz Jaroszewski | Polen       | + 1.50  |
| 9.     | Andrzej Mąkowski     | Polen       | + 2.07  |
| 10.    | Fritz Saladin        | Zwitserland | + 2.19  |

## Medaillespiegel
| Plaats | Land                     | Goud | Zilver | Brons | Totaal |
| 1      | Zwitserland              | 1    | 1      | 1     | 3      |
| 2      | Spanje                   | 1    | 0      | 0     | 1      |
| 2      | Italië                   | 1    | 0      | 0     | 1      |
| 4      | België                   | 0    | 1      | 1     | 2      |
| 5      | Nederland                | 0    | 1      | 0     | 1      |
| 6      | Bondsrepubliek Duitsland | 0    | 0      | 1     | 1      |
| Totaal | Totaal                   | 3    | 3      | 3     | 9      |

1950 · 
1951 · 
1952 · 
1953 · 
1954 · 
1955 · 
1956 · 
1957 · 
1958 · 
1959 · 
1960 · 
1961 · 
1962 · 
1963 · 
1964 · 
1965 · 
1966 · 
1967 · 
1968 · 
1969 · 
1970 · 
1971 · 
1972 · 
1973 · 
1974 · 
1975 · 
1976 · 
1977 · 
1978 · 
1979 · 
1980 · 
1981 · 
1982 · 
1983 · 
1984 · 
1985 · 
1986 · 
1987 · 
1988 · 
1989 · 
1990 · 
1991 · 
1992 · 
1993 · 
1994 · 
1995 · 
1996 · 
1997 · 
1998 · 
1999 · 
2000 · 
2001 · 
2002 · 
2003 · 
2004 · 
2005 · 
2006 · 
2007 · 
2008 · 
2009 · 
2010 · 
2011 · 
2012 · 
2013 · 
2014 · 
2015 · 
2016 · 
2017 · 
2018 · 
2019 ·
2020 ·
2021 ·
2022 ·
2023 ·
2024 ·
2025

Categorieën

Mannen elite · 
vrouwen elite · 
mannen beloften · 
vrouwen beloften · 
jongens junioren · 
meisjes junioren · 
gemengde estafette

Voormalig:
mannen amateurs